# Ізабелла Де Бернарді
Ізабелла Де Бернарді (італ. Isabella De Bernardi; 12 липня 1963, Рим — 26 травня 2021, там само) — італійська акторка.

## Життєпис
Народилася 12 липня 1963 року у Римі. Її батьком був сценарист П'єро Де Бернарді (1926—2010). В кіно дебютувала 1980 року у фільмі «Гарний мішок» Карло Вердоне, з яким пізніше співпрацювала у його стрічках «Тальк» (1982) та «Дитина і поліцейський» (1989). У 1981 році з'явилася у фільмі «Маркіз дель Грілло» Маріо Монічеллі. Наступного року зіграла у фільмі «Я знаю, що ти знаєш, що я знаю» Альберто Сорді. 1987 року з'явилася в 6 епізодах популярного молодіжного телесеріалу «Учні з 3 С».
Наприкінці 1980-х років відмовилася від акторської кар'єри, переїхала до Мілана, де вийшла заміж, народила двох дітей та почала працювати в рекламному бізнесі, досягнувши посади художнього керівника міжнародної рекламної агенції «Young & Rubicam».
Ізабелла Де Бернарді померла 26 травня 2021 року у Римі від тяжкої хвороби в 57-річному віці. Похована на міланському Монументальному кладовищі.

## Фільмографія
| Рік  |   | Українська назва               | Оригінальна назва          | Роль             |
| ---- | - | ------------------------------ | -------------------------- | ---------------- |
| 1980 | ф | Гарний мішок                   | Un sacco bello             | Флоренція        |
| 1981 | ф | Маркіз дель Грілло             | Il marchese del Grillo     | дочка Гасперіно  |
| 1982 | ф | Тальк                          | Borotalco                  | агент Вендіта    |
| 1982 | ф | Я знаю, що ти знаєш, що я знаю | Io so che tu sai che io so | Вероніка Бонетті |
| 1987 | с | Учні з 3 С                     | I ragazzi della 3 C        | Луана            |
| 1989 | ф | Дитина і поліцейський          | Il bambino e il poliziotto | агент д'Амброзіо |